# Errett Lobban Cord
Errett Lobban "E. L." Cord, född 20 juli 1894 i Warrensburg, Missouri, död 2 januari 1974 i  Reno, Nevada, var en amerikansk företagsledare inom transportindustrin. 
E. L. Cord hade varit racerförare och bilförsäljare när han 1924 blev VD för Auburn Automobile Co. Fyra år senare ägde han företaget och 1929 bildades Cord Corporation, som kontrollerade en rad företag inom transportsektorn. Dessa inkluderare Auburn, Cord, Duesenberg samt Checker, motortillverkaren Lycoming, flygplanstillverkaren Stinton och flygbolaget American Airways, som senare blev American Airlines.
Cords affärsmetoder väckte amerikanska skatteverkets intresse och 1937 tvingades han sälja Cord Corporation. Han flyttade till Kalifornien, där han snart hade gjort sig en ny förmögenhet på fastighetsaffärer. Cord ägde även flera radio- och TV-stationer i Kalifornien och Nevada.